# Askøy
Askøy is een gemeente en eiland in de Noorse provincie Vestland. De gemeente telde 28.821 inwoners in januari 2017. Sinds de opening van de brug is het aantal inwoners van de gemeente aanzienlijk gegroeid. 
Askøy is door de Askøybrug verbonden met het vasteland. Naast het hoofdeiland omvat de gemeente talloze kleine eilanden, eilandjes en scheren. Slechts een paar daarvan zijn bewoond. 
De gemeente kreeg haar huidige omvang in 1964. Toen werd het gehele hoofdeiland een gemeente, waaraan de gemeente Herdla werd toegevoegd. Askøy is deel van de agglomeratie Bergen. 

## Plaatsen en eilanden in de gemeente

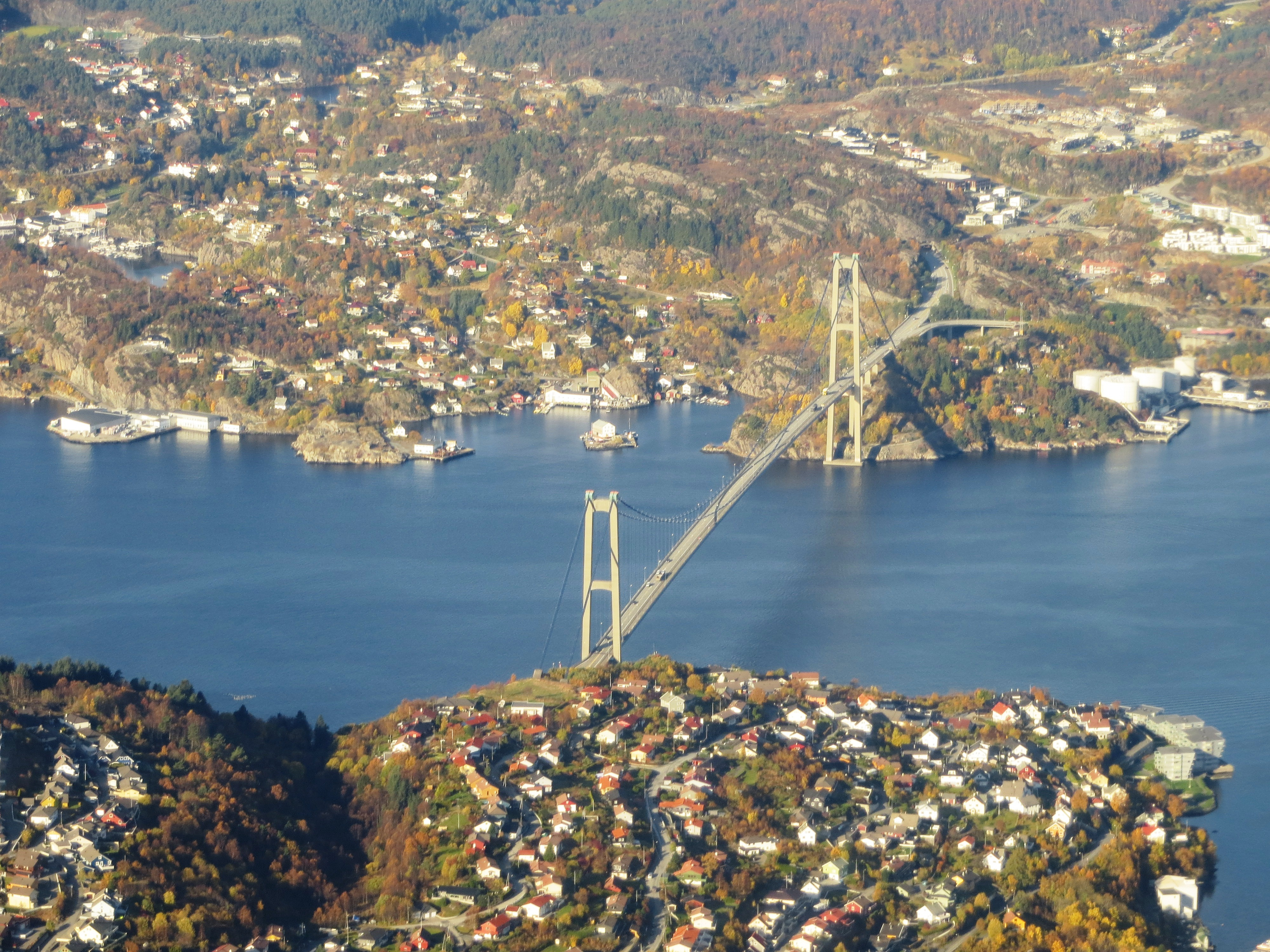
Askøybrug

- Kleppestø (hoofdplaats)
- Ask
- Erdal
- Florvåg
- Strusshamn
- Follese
- Hanøy
- Herdla
- Hetlevik
- Tveit

Alver ·  Askvol · Askøy · Aurland · Austevoll · Austrheim · Bergen · Bjørnafjorden · Bremanger · Bømlo · Eidfjord · Etne · Fedje · Fitjar · Fjaler · Gloppen · Gulen · Hyllestad · Høyanger · Kinn · Kvam · Kvinnherad · Luster · Lærdal · Masfjorden · Modalen · Osterøy · Samnanger · Sogndal · Solund · Stad · Stord · Stryn · Sunnfjord · Sveio · Tysnes · Ullensvang · Ulvik · Vaksdal · Vik · Voss · Øygarden · Årdal

Fylker van Noorwegen